# Trøllhøvdi
Trøllhøvdi ("cap de trol" en català) és un illot deshabitat situat enfront de la costa nord de l'illa de Sandoy, a les illes Fèroe. Ocupa una superfície aproximada de 19 ha, el que el converteix en el tercer illot més gran de tot l'arxipèlag feroès, després del Tindhólmur i el Mykineshólmur. El seu punt més alt es troba a 160 metres sobre el nivell del mar. L'illot fa al voltant de 850 metres de llarg per 320 d'amble (al seu punt màxim) i es troba a 9 km de Kirkjubøur, a l'illa de Streymoy.
L'illot està separat de l'illa de Sandoy per l'estret de Høvdasund, de 100 metres d'ample. La punta de Hvalsryggur, a Sandoy, és el punt més proper a la costa de Trøllhøvdi.
Trøllhøvdi és un lloc important per a l'hàbitat d'ocells marins, com ara el somorgollaire comú, el gavot, la gavineta de tres dits, el fraret, la baldriga, el fulmar boreal, l'ocell de tempesta, el gavià fosc, entre d'altres.
El nom de l'illot significa "el cap del trol". Segons la llegenda un troll va perdre el cap quan provava d'unir Nólsoy i Sandoy. Havia col·locat la corda al voltant de l'illa, però malauradament la baga també es va cenyir al voltant del seu coll, seccionant-li quan la corda es va tensar.